# Joseph Roth
Joseph Roth, właśc. Moses Joseph Roth (ur. 2 września 1894 w Brodach, zm. 27 maja 1939 w Paryżu) – austriacki pisarz i dziennikarz żydowskiego pochodzenia.

## Życiorys
Kształcił się w C. K. Gimnazjum im. Rudolfa w Brodach, w którym w 1913 roku zdał egzamin dojrzałości. Studiował filozofię i germanistykę we Lwowie i Wiedniu. Uczestniczył jako ochotnik w I wojnie światowej. Roth pracował głównie dla wiedeńskich i berlińskich gazet. W latach 20. XX w. był najlepiej opłacanym dziennikarzem w Berlinie. Z początku zafascynowany był komunizmem, szybko zmienił poglądy polityczne, jeżdżąc do Rosji jako dziennikarz. Roth był monarchistą i wielkim zwolennikiem Cesarstwa Habsburgów. Znał język polski, a przyjaźń łączyła go z polskim pisarzem Józefem Wittlinem, z którym studiował na Uniwersytecie Wiedeńskim. W 1924 r. pisał ze Lwowa o pogromie dokonanym na Żydach przez Polaków.
W 1922 r. poślubił Friederike Reichler, która wkrótce zapadła na schizofrenię. To doprowadziło Rotha do alkoholizmu i tarapatów finansowych. Żona pisarza leczyła się kilka lat w sanatorium. Zginęła później z rąk nazistów.
W latach 1936–1938 Roth związany był z niemiecką pisarką Irmgard Keun. Odbyli liczne podróże, m.in. do Paryża, Wilna, Warszawy, Wiednia, Salzburga, Brukseli i Amsterdamu.
Zmarł w maju 1939 r. na zapalenie płuc, którego przebieg eskalował w związku z nadużywaniem alkoholu. Został pochowany w Paryżu (Cimetière parisien de Thiais).

## Twórczość
Joseph Roth jest autorem trzynastu powieści, ośmiu tomów opowiadań, esejów i artykułów prasowych. W konwencji realizmu psychologicznego (kontynuacja francuskich i rosyjskich prozaików dziewiętnastowiecznych) ironicznie, ale i z melancholią, przedstawiał znane sobie z czasów dzieciństwa środowisko żydowskie wschodniej Galicji na historycznym tle schyłku i upadku monarchii austro-węgierskiej. Krytycy dostrzegają w jego twórczości mitologizację Habsburgów.
Dzieła (wybór):

- Hotel Savoy (1924)
- Ucieczka bez kresu (1927)
- Zipper i jego ojciec (1928)
- Z prawa i z lewa (1929)
- Hiob (1930)
- Marsz Radetzky’ego (1932)
- Tarabas (1934)
- Popiersie cesarza (1934)
- Sto dni (1935)
- Spowiedź mordercy. Opowiedziana w jedną noc (1936)
- Fałszywa waga (1937)
- Krypta Kapucynów (1938)
- Historia tysiąca i drugiej nocy (1938)
- Legenda o świętym pijaku i inne opowiadania (1939)